# Anthropomaximologie
L'anthropomaximologie est un domaine de recherche développé dans l'ex-Union des républiques socialistes soviétiques (URSS) afin de maximiser les performances physiques, intellectuelles et sensorielles de l'être humain. Néanmoins les prémices de la démarche remontent au moins aux débuts du XXe siècle en Occident où il ne laisse toujours pas indifférent de nos jours.

## L'amélioration de la « race humaine »
En France, par exemple, une Société d'encouragement à l'élevage du cheval français soutenue par les besoins des haras nationaux de l’Armée et ceux des courses hippiques se préoccupe de l’amélioration de la race chevaline dès 1864 alors que la formation du fantassin et du sportif humain relève toujours de l’empirisme. Après la défaite de 1870 les militants de la gymnastique et de l’éducation physique naissante, tels Edmond Desbonnet, font alors campagne pour l’amélioration de la race humaine. Paul Doumer et Paul Strauss contribuent à la création d'une Société française d’eugénisme le 29 janvier 1913 avec un corps de scientifiques, essentiellement médical dont le dernier prix Nobel de physiologie ou médecine Charles Robert Richet. Le financement par Melchior de Polignac du collège d'athlètes de Reims inauguré le 19 octobre de la même année en présence du président du comité olympique Pierre de Coubertin et du président de la République Raymond Poincaré répond à ce souci. Inauguré en 1914 l'établissement est détruit dès le début de la Grande Guerre et il faut attendre 1936 pour qu'un nouveau Centre national d'éducation physique soit programmé sur le site du camp de Saint-Maur.

## LaSport Hochschulede Leipzig
C'est cependant au début des années 1920 que la problématique de la préparation biologique des athlètes commence à se poser en termes véritablement scientifiques à la Sport Hochschule de Leipzig en Allemagne. La préparation des jeux de Berlin en 1936 y accélère les processus de recherche dont les présélectionnés d'origine juive sont les véritables cobayes humains. Jusqu'à la réunification des deux Allemagnes les productions issues de cette recherche sont largemement appliquées en République démocratique allemande (RDA) : Leipzig est alors considéré comme le haut-lieu des anabolisants. Les connaissances acquises, connues en Europe après 1945, deviennent un des enjeux du sport mondial en période de Guerre froide.

## L'URSS
Absente jusque-là du paysage sportif mondial l'Union des républiques socialistes soviétiques (URSS) inscrit par un décret de Staline du 27 décembre 1948 la conquête de la suprématie sportive mondiale à son Ve plan. Dès 1952 les sportifs soviétiques montrent l'excellence de la recherche qui soutient leur entraînement aux Jeux d'Helsinki. L'héritage de Liepzig, en zone d'occupation soviétique (le gouvernement est-allemand investissant depuis les années 1970, environ 5 millions de marks chaque année dans la recherche sur le dopage à travers l'Institut de Recherche pour l'éducation physique et le sport (de)), est bien exploité et développé. L'anthropomaximologie devient une discipline universitaire où s'illustre particulièrement dès la fin des années soixante un ancien champion de lancer du javelot reconverti dans la biologie, Vladimir Kuznetsov. Le sport, érigé en modèle d'action et d'efficacité, sert de terreau et de terrain d'essai à des prolongements à fins militaires. Des cosmonautes, des danseurs mais aussi des scientifiques y ont régulièrement recours afin d'exhausser leurs capacités et leur potentiel créatif. Parmi le panel proposé figurent notamment des injections de testostérone ainsi que diverses formes de dopage dont bénéficient l'élite sportive. S'y ajoutent d'autres approches visant à l'amélioration de la condition physique et psychique des soldats.

## Le reste du monde
L'usage à fin sportive de la panoplie des neuroactivateurs précités relève également d'une pratique spécifique de quelques scientifiques occidentaux. Dès 1967 le décès télévisé de Tom Simpson lors du Tour de France entraîne une forte prise de conscience médiatique et un an plus tard, lors des Jeux olympiques d'été de 1968, le Comité international olympique (CIO) officialise les contrôles antidopage. Cependant il faut attendre 1989 pour voir apparaître les contrôles inopinés. À la demande des sportifs eux-mêmes et du CIO, le code mondial antidopage revu et adopté le 17 novembre 2007 à la conférence de Madrid institue des sanctions financières pour les sportifs convaincus de dopage.

### Source
- (de) Cet article est partiellement ou en totalité issu de l’article de Wikipédia en allemand intitulé « Anthropomaximologie » (voir la liste des auteurs).